# Stanko Selak
Stanko Selak (Sarajevo, 29. svibnja 1928. – Zagreb, 27. veljače 2015.) hrvatski trubač i glazbeni pedagog.

## Životopis
Iako je rođen u Sarajevu, obitelj mu se 1935. godine seli u Zagreb gdje 1946. godine počinje svirati trubu, 1954. godine završava srednju glazbenu školu. Sljedeće godine postaje članom Komornog orkestra Radio Zagreba, a 1958. postaje solist u Zagrebačkoj filharmoniji. U Beču 1961. godine završava tamošnju glazbenu akademiju, a pri povratku u Zagreb počinje voditi Plesni ansambl Radio Zagreba. Na ljubljanskog Akademiji između 1962. i 1966. godine predaje trubu te potom odlazi u München gdje dvije godine djeluje kao slobodni umjetnik. Od 1968. godine predaje trubu na zagrebačkoj Muzičkoj akademiji,a kao gost predavač zaposlen je na akademiji u Kölnu 1985. i 1986. te ponovno između 1987. i 1994.
Ljudi su ga poznavali kao muzičar muzičara jer je bio širokog raspona sviranja, od klasike do jazza. Utjelovio je trubača lirskog stila, pjevajućeg zvuka te nepodnošljive lakoće, a diskografija mu se sastoji najviše od suradnje s ostalim glazbenicima, od Ive Robića do Miše Kovača. Također, okušao se i u skladamju te mu je sačuvana skladba "Snježne pahuljice", a bio je čest dirigent mnogim orkestrima (eurovizijski orkestar u Zagrebu 1990.)
Za svoj cjeloživotni rad i ljubav prema glazbi 2013. godine dobio je Porina za životno djelo.